# بيرل هاربر (فلم)
بيرل هاربر (بالإنجليزية: Pearl Harbor) هو فيلم دراما حربية أمريكي إنتاج عام 2001 إخراج مايكل باي وتمثبل بن أفليك، جوش هارتنت، أليك بالدوين، جون فويت، كيت بيكينسيل، كوبا غودينغ جونير، دان أيكرويد، توم سيزمور وجينيفر غارنر
تدور أحداث الفيلم حول الهجوم الياباني على ميناء بيرل هاربر في الحرب العالمية الثانية وغارة دوليتل التي تبعته
حصل الفيلم على جائزة اوسكار لأفضل مونتاج صوتي عام 2002. وحصل أيضا على جائزة ASCAP Award لأفضل فيلم من حيث إيرادات شباك التذاكر (هانز زيمر)، وجائزة Teen Choice Award لأفضل ممثل (بن أفليك) عام 2001. وحقق الفيلم أيضا نجاحا فيما يتعلق بإيرادات شباك التذاكر على المستوى العالمي، حيث بلغ إجمالي الإيرادات 449 مليون دولار، بينما لم تتجاوز ميزانية إنتاج الفيلم 198 مليون دولار.

## روابط خارجية
- مقالات تستعمل روابط فنية بلا صلة مع ويكي بيانات